# Брат Дејан
Брат Дејан (рус. «Брат Дэян») руско-српска је драма редитеља Бакура Бакурадзеа.

## О филму
Редитељ и сценариста Бакур Бакурадзе је Рус грузијског порекла. Филм је инспирисан животом Ратка Младића.
„Младића нико не би назвао злочинцем да је добио рат. Занимало ме је да ли такав човек има шансе за спасење у себи. Ставио је себе, свој углед и своју земљу на коцку и изгубио све. Може ли се помирити са самим собом?"— Б. Бакурадзе, jutarnji.hr
Филм је сниман у Србији на локацијама у Ваљеву, Гочу, Пријепољу, Панчеву, Фрушкој гори, Тителу и Београду.
Светска премијера филма одржана је 7. августа 2015. на Међународном филмском фестивалу у Локарну. Филм говори о последњој години живота пре хапшења и предаје Хашком трибуналу генерала југословенских ратова Дејана Станића.
У филму глуме Марко Николић (Дејан Станић), Миша Тиринда, Предраг Ејдус, Ева Рас, Стефан Бузуровић итд.
„Брат Дејан” је највећим делом финансиран средствима Руске Федерације, а суфинансиран је средствима Филмског центра Србије.
Продукцију су радили београдска продукцијска кућа Art&Popcorn и руска Vita Aklina.

## Признања
| Награде и номинације за филм "Брат Дејан" | Награде и номинације за филм "Брат Дејан"           | Награде и номинације за филм "Брат Дејан" | Награде и номинације за филм "Брат Дејан" | Награде и номинације за филм "Брат Дејан" |
| Година                                    | Филмска награда / Филмски фестивал                  | Категорија / награда                      | Номинација                                | Резултат                                  |
| ----------------------------------------- | --------------------------------------------------- | ----------------------------------------- | ----------------------------------------- | ----------------------------------------- |
| 2015.                                     | Међународни филмски фестивал у Локарну              | "Златни леопард" за најбољи филм          | "Брат Дејан"                              | Номинован                                 |
| 2015.                                     | Међународни филмски фестивал „Пацифички меридијани” | Главна награда                            | "Брат Дејан"                              | Награђен                                  |